# Сайпс, Шон
Шон Сайпс (англ. Shaun Sipos; родился 30 октября 1981) — канадский актёр, получивший наибольшую известность по роли Дэвида Брэка в сериале «Мелроуз-Плейс», а также по пятому сезону сериала «Дневники вампира».

## Карьера
Сайпос сыграл большую роль в сериале «Maybe It’s Me», а также появился в сериалах «Тайны Смолвилля», «Скорая помощь», «C.S.I.: Место преступления Майами» и «Чёрный пояс». Кроме того, актёр снялся в таких фильмах, как «Черепа 3», «Пункт назначения 2», «Проклятие 2» и «Пропащие ребята: Племя». Ролью-прорывом для Сайпоса стал персонаж Дэвид Брэк в сериале «Мелроуз-Плейс» продолжении одноименного сериала 1990-х годов.
Кроме того, актёр исполнил роль учителя в сериале «Жизнь непредсказуема», у которого начался роман с главной героиней, школьницей Лакс.

## Фильмография

### Фильмы
| Год  | Название                      | В оригинале                    | Роль            | Примечания |
| ---- | ----------------------------- | ------------------------------ | --------------- | ---------- |
| 2003 | Черепа 3                      | The Skulls III                 | Итан Роулингс   |            |
| 2003 | Пункт назначения 2            | Final Destination 2            | Фрэнки          |            |
| 2004 | Супердетки: Вундеркинды 2     | Superbabies: Baby Geniuses 2   | Брендон         |            |
| 2006 | Вне игры                      | Comeback Season                | Скайлар Экерман |            |
| 2006 | Проклятие 2                   | The Grudge 2                   | Майкл           |            |
| 2008 | Пропащие ребята: Племя        | Lost Boys: The Tribe           | Кайл            |            |
| 2009 | Стоик: Выжить любой ценой     | Stoic                          | Митч Палмер     |            |
| 2009 | Кривая Земли                  | Curve Of Earth                 | Уэйд            |            |
| 2009 | Забытый сон                   | Lost Dream                     | Джованни        |            |
| 2009 | Неистовство                   | Rampage                        | Эван Дринс      |            |
| 2010 | Беспокойство                  | Disturbed                      | Джек            |            |
| 2011 | Провинциалка                  | Hick                           | Блэйн           |            |
| 2011 | Вход в никуда                 | Enter Nowhere                  | Ганс            |            |
| 2012 | Техасская резня бензопилой 3D | The Texas Chainsaw Massacre 3D | Дэррил          | [ 3 ]      |
| 2013 | Глубинка                      | Heart of the Country           | Ли              |            |
| 2014 | Оставшийся                    | The Remaining                  | Джек Тернер     |            |
| 2017 | Песочный человек              | The Sandman                    | Уайет           |            |
| 2021 | Ночные налётчики              | Night Raiders                  | Рэнди           |            |

### Телевидение
| Год       | Название                   | В оригинале                    | Роль            | Примечания                              |
| --------- | -------------------------- | ------------------------------ | --------------- | --------------------------------------- |
| 2001      | Охотники за нечистью       | Special Unit 2                 | Подросток       | Эпизод «The Wall»                       |
| 2001      | Может, это я               | Maybe It’s Me                  | Ник Гибсон      | 9 эпизодов                              |
| 2003      | Тайны Смолвилля            | Smallville                     | «Парень» Хлои   | Эпизод «Rush»                           |
| 2003      | Чёрный пояс                | Black Sash                     | Джулиан         | Эпизоды «Date Night» и «Primal Suspect» |
| 2004-2005 | Настоящие дикари           | Complete Savages               | Джек Сэвадж     | 19 эпизодов                             |
| 2005      | CSI: Майами                | CSI: Miami                     | Гейб Хэммонд    | Эпизод «Urban Hellraisers»              |
| 2007      | Скорая помощь              | ER                             | Ник             | Эпизод «Crisis Of Conscience»           |
| 2007      | Акула                      | Shark                          | Тревор Бойд     | 7 эпизодов                              |
| 2009      | Саутленд                   | Southland                      | Двэйн           | Эпизод «Unknown Trouble»                |
| 2009-2010 | Мелроуз-Плейс              | Melrose Place                  | David Breck     | 18 эпизодов                             |
| 2010      | C.S.I.: Место преступления | CSI: Crime Scene Investigation | Дэниэл Пэйдр    | Эпизод «Take My Life, Please!»          |
| 2010      | Жизнь непредсказуема       | Life Unexpected                | Эрик Дэниэлс    | Постоянный персонаж                     |
| 2013-2014 | Дневники вампира           | The Vampire Diaries            | Аарон Витмор    | эпизодическая роль                      |
| 2018      | Криптон                    | Krypton                        | Адам Стрэндж    |                                         |
| 2023      | Ричер 2                    | Reacher 2                      | Дэвид О’Доннелл | Постоянный персонаж                     |